# Леонідас Пласа Гутьєррес
Леонідас Пласа Гутьєррес (ісп. Leónidas Plaza Gutiérrez; 19 квітня 1865 — 17 листопада 1932) — еквадорський політик, військовий і державний діяч. Двічі обіймав посаду президента країни: у 1901—1905 та 1912—1916 роках.

## Кар'єра
1901 року очолив уряд, узявши участь у революційному русі генерала Елоя Альфаро. Його президентство відзначилось ліберальними реформами, серед яких закон, що дозволяв розлучення й цивільний шлюб, а також запровадження податку на церковні володіння. Був усунутий тим же Альфаро 1905 року. Повернувся до влади за президентства Еміліо Естради, зайнявши пост міністра фінансів, армії та флоту.
Після смерті Естради придушив виступ радикальних лібералів 1912 року. Був підозрюваним у вбивстві Альфаро, що не завадило йому зайняти президентське крісло. Пробув на чолі держави з 1912 до 1916 року.
Під час другого терміну придушив заколот в Есмеральдасі. Боровся з економічними труднощами, що виникли після Першої світової війни. Після військового перевороту був висланий з країни.
На честь Леонідаса Пласи названо один з Галапагоських островів — Пласа-Сур (ісп. Plaza Sur).